# Corbenay
Corbenay és un municipi francès situat al departament de l'Alt Saona i a la regió de Borgonya - Franc Comtat. L'any 2007 tenia 1.335 habitants.

## Demografia

### Població
El 2007 la població de fet de Corbenay era de 1.335 persones. Hi havia 522 famílies, de les quals 108 eren unipersonals (40 homes vivint sols i 68 dones vivint soles), 185 parelles sense fills, 193 parelles amb fills i 36 famílies monoparentals amb fills.
La població ha evolucionat segons el següent gràfic:
Habitants censats

### Habitatges
El 2007 hi havia 578 habitatges, 525 eren l'habitatge principal de la família, 10 eren segones residències i 44 estaven desocupats. 472 eren cases i 104 eren apartaments. Dels 525 habitatges principals, 341 estaven ocupats pels seus propietaris, 177 estaven llogats i ocupats pels llogaters i 7 estaven cedits a títol gratuït; 1 tenia una cambra, 9 en tenien dues, 62 en tenien tres, 176 en tenien quatre i 277 en tenien cinc o més. 429 habitatges disposaven pel capbaix d'una plaça de pàrquing. A 231 habitatges hi havia un automòbil i a 231 n'hi havia dos o més.

### Piràmide de població
La piràmide de població per edats i sexe el 2009 era:
| Homes | Edats   | Dones |
| ----- | ------- | ----- |
| 4     | 95 o +  | 4     |
| 0     | 90 a 94 | 0     |
| 0     | 85 a 89 | 24    |
| 4     | 80 a 84 | 16    |
| 20    | 75 a 79 | 28    |
| 12    | 70 a 74 | 32    |
| 32    | 65 a 69 | 32    |
| 24    | 60 a 64 | 24    |
| 36    | 55 a 59 | 28    |
| 48    | 50 a 54 | 36    |
| 48    | 45 a 49 | 64    |
| 44    | 40 a 44 | 76    |
| 52    | 35 a 39 | 52    |
| 36    | 30 a 34 | 56    |
| 44    | 25 a 29 | 28    |
| 32    | 20 a 24 | 44    |
| 76    | 15 a 19 | 48    |
| 40    | 10 a 14 | 64    |
| 68    | 5 a 9   | 40    |
| 40    | 0 a 4   | 40    |

## Economia
El 2007 la població en edat de treballar era de 872 persones, 603 eren actives i 269 eren inactives. De les 603 persones actives 534 estaven ocupades (304 homes i 230 dones) i 68 estaven aturades (24 homes i 44 dones). De les 269 persones inactives 83 estaven jubilades, 72 estaven estudiant i 114 estaven classificades com a «altres inactius».

### Ingressos
El 2009 a Corbenay hi havia 514 unitats fiscals que integraven 1.326 persones, la mediana anual d'ingressos fiscals per persona era de 15.091 €.

### Activitats econòmiques
Dels 59 establiments que hi havia el 2007, 3 eren d'empreses alimentàries, 3 d'empreses de fabricació de material elèctric, 9 d'empreses de fabricació d'altres productes industrials, 8 d'empreses de construcció, 17 d'empreses de comerç i reparació d'automòbils, 2 d'empreses de transport, 2 d'empreses d'hostatgeria i restauració, 1 d'una empresa d'informació i comunicació, 2 d'empreses financeres, 1 d'una empresa immobiliària, 3 d'empreses de serveis, 3 d'entitats de l'administració pública i 5 d'empreses classificades com a «altres activitats de serveis».
Dels 15 establiments de servei als particulars que hi havia el 2009, 3 eren tallers de reparació d'automòbils i de material agrícola, 1 paleta, 3 guixaires pintors, 2 fusteries, 2 lampisteries, 3 perruqueries i 1 agència immobiliària.
Dels 12 establiments comercials que hi havia el 2009, 1 era, 1 un supermercat, 3 fleques, 1 una peixateria, 1 una llibreria, 1 una botiga d'equipament de la llar, 1 una sabateria, 2 botigues de mobles i 1 una botiga de material de revestiment de parets i terra.
L'any 2000 a Corbenay hi havia 7 explotacions agrícoles.

## Equipaments sanitaris i escolars
Els 2 equipaments sanitaris que hi havia el 2009 eren ambulàncies.
El 2009 hi havia 1 escola maternal i 1 escola elemental.

## Poblacions més properes
El següent diagrama mostra les poblacions més properes.